# Willem II
Willem II, znan tudi pod imenom Willem II Tilburg je nizozemski nogometni klub iz mesta Tilburg. Ustanovljen je bil 12. avgusta 1896 in trenutno igra v Eredivisie, 1. nizozemski nogometni ligi.
Willem II iz domačih tekmovanj drži 3 naslove državnega prvaka (1915/16, 1951/52, 1954/55) in 1 naslov državnega podprvaka (1998/99), 3 naslove prvaka (1956/57, 1964/65, 2013/14) in 1 naslov podprvaka (1986/87) 2. nizozemske nogometne lige in 2 naslova prvaka (1943/44, 1962/63) in 1 naslov podprvaka (2004/05) KNVB pokala. Z evropskih tekmovanj pa je najvidnejši uspeh Willema II uvrstitev v Ligo prvakov 1999/00, kjer je v skupini s češko Sparto Prago, francoskim Bordeauxom in rusko Spartak Moskvo osvojil 4. mesto (2 remija, 4 porazi).
Domači stadion Willema II je Koning Willem II Stadion, ki sprejme 14.700 gledalcev. Barve dresov so bela, rdeča in modra. Nadimka nogometašev sta Tricolores in Superkruiken.